# La Dame de tout le monde
Pour plus de détails, voir Fiche technique et Distribution.
La Dame de tout le monde (titre original : La signora di tutti) est un film italien réalisé par Max Ophüls, sorti en 1934.

## Synopsis
Gaby Doriot, célèbre actrice d'origine italienne, tente de se suicider. Alors que des médecins essaient de la ranimer, elle se remémore les épisodes les plus dramatiques et les scandales qui ont émaillé sa vie d'artiste adulé... Une existence paradoxalement privée d'amour durable et authentique.

## Fiche technique
- Titre original : La signora di tutti
- Titre français : La Dame de tout le monde
- Réalisation : Max Ophüls, assisté de Ralph Baum
- Scénario : Curt Alexander, Hans Wilhelm (en), Max Ophuls d'après le roman éponyme de Salvator Gotta
- Photographie : Ubaldo Arata
- Décors : Giuseppe Capponi
- Costumes : Sandro Radice
- Musique : Daniele Amfitheatrof
- Montage : Ferdinando Maria Poggioli
- Production : Angelo Rizzoli
- Société de production : Novella Films
- Tournage : mai - juin 1934, Côme
- Format : Noir et blanc - 35 mm - 1,37:1
- Genre : drame
- Pays de production :  Royaume d'Italie
- Durée : 89 minutes
- Date de sortie : 
  - Royaume d'Italie : 13 août 1934 à la Mostra de Venise

## Distribution
- Isa Miranda : Gaby Doriot
- Memo Benassi : Leonardo Nanni
- Tatiana Pavlova : Alma Nanni
- Friedrich Benfer : Roberto Nanni
- Franco Coop : l'impresario
- Lamberto Picasso : le père de Gaby et d'Anna
- Nelly Corradi : Anna Murge
- Mario Ferrari : le producteur de cinéma
- Andrea Checchi : un ami de Roberto
- Egisto Olivieri

## Commentaire
- Le succès de Liebelei (1932) en Italie conduit Max Ophüls, désormais apatride, à travailler dans ce pays. Grâce à Angelo Rizzoli[1], il peut diriger une adaptation d'un roman de gare, La signora di tutti. Le film d'Ophüls transfigure l'œuvre médiocre de Salvator Gotta - les scénaristes du film sont d'ailleurs ceux de Liebelei - qui devient, une nouvelle version du personnage de Loulou de Frank Wedekind, digne du film de Georg Wilhelm Pabst (1929) ou de l'opéra composé par Alban Berg (1928-1935). Pour les admirateurs d'Ophüls, ce film constitue une belle préfiguration de Lola Montès (1953). Pour Jean A. Gili, le film surprend autant par son intensité dramatique que par « son délire expressionniste ».
- Il était, à ce moment-là, audacieux de montrer sur les écrans italiens une tentative de suicide - sa représentation dans le cinéma italien étant formellement prohibée. Mais les solides relations qu'entretenait Rizzoli et la réputation d'Ophüls permirent au film de franchir cet écueil[2].